# Ivan Ivanovič Šuvalov
Ivan Ivanovič Šuvalov in russo Иван Иванович Шувалов? (Mosca, 12 novembre 1727 – San Pietroburgo, 14 novembre 1797) è stato un mecenate russo.
Sotto la sua direzione furono fondate l'Università di Mosca e l'Accademia Russa di Belle Arti.

## Biografia
Ivan Šuvalov nacque l'1 (12) novembre 1727 a Mosca, in una famiglia nobile, ma non ricca. Ricevette educazione privata. 
Grazie alla protezione dei due cugini, Aleksander e Pëtr Ivanovič Šuvalov, che parteciparono alla rivolta nobiliare del 1741, Ivan Šuvalov si presentò alle porte dell'imperatore. Nel 1742 iniziò la carriera di corte come paggio. Nel 1749 ottenne l'incarico di cameriere. Presto divenne il favorito dell'imperatrice Elisabetta Petrovna.
Nel decennio 1750-60 Šuvalov ebbe una notevole influenza sulla politica interna ed estera della Russia, contribuiva allo sviluppo dell'arte e della cultura russa, offriva protezione a studiosi, scrittori e pittori. Tra l'altro sosteneva molte iniziative Michail Lomonosov. Sotto il suo patrocinio nel 1755 fu fondata l'Università di mosca (e divenne il suo primo rettore) e nel 1757 fu istituita l'Accademia Russa di Belle Arti (Šuvalov ne fu presidente fino al 1763).
Dopo l'incoronazione di Caterina II a imperatrice, il conte Šuvalov ebbe il periodo di maggior splendore. Dal 1763 al 1777 soggiornò all'estero, (ufficialmente in ferie "per malattia"), dove svolse una serie di incarichi, diplomatici e non, per il governo russo. Si occupò anche, di passaggio, di collezionare opere d'arte. Infine donò la propria collezione all'Accademia Russa di Belle Arti e all'Ermitage. Tornato in Russia non prese parte attiva alla vita politica.
Fu membro della massoneria. 
Morì il 14 novembre 1797 a San Pietroburgo.